# 第23號交響曲 (莫扎特)
沃尔夫冈·阿马德乌斯·莫扎特的D大調第23號交響曲，目錄第181號，完成於1773年5月19日。手稿將此曲記為序曲（Sinfonia），其形式亦是快-慢-快三部分的義大利風格序曲，而非海頓式的四樂章交響曲。

## 分析
此作品的配器為薩爾茨堡風格的雙管制（2把雙簧管、2把法國號），附帶2把小號，以及常規的弦樂器。
承前，作品的三個樂章分別為：
1. 有精神的快板，
 拍子
2. 優雅的小行板，
 拍子
3. 甚急板，
 拍子

各樂章之間採不間斷演奏，用時約10分鐘。

## 外部連結
- 《莫扎特第23號交響曲》：谱子和报道（德语），《莫扎特全集》
- 莫扎特第23號交響曲：国际乐谱典藏计划上的乐谱